# Nobile Contrada della Rosa
La Nobile Contrada della Rosa è stata una contrada di Milano appartenente al sestiere di Porta Vercellina.

## Confini

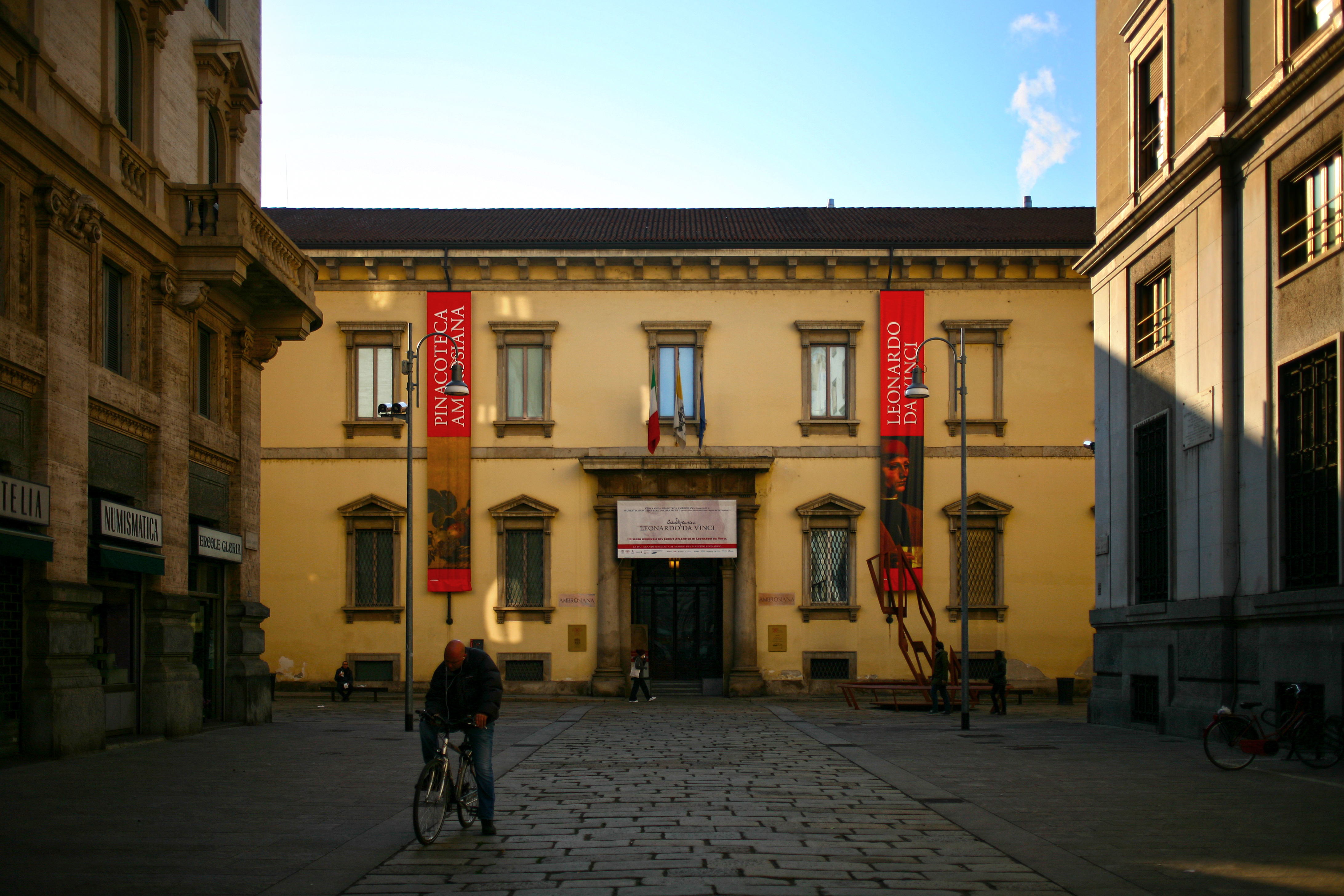
La Biblioteca Ambrosiana

Il confine della contrada andava dall'angolo di via Orefici e via Cantù, dove confinava con la contrada della Piscina, all'incrocio tra via della Posta e via San Vittore del Teatro. Il confine proseguiva poi lungo via San Vittore del Teatro, via Bocchette, vie Cinque Vie, via Santa Maria Pedone, piazza Borromeo, via Sant'Orsola, via Morigi e piazza Mentana, dove confinava con il sestiere di Porta Ticinese, per poi continuare fino all'incrocio tra via Orefici e il passaggio degli Osii.

## Luoghi di culto
Tra gli edifici di culto presenti nella contrada, degne di nota sono la chiesa di Santa Maria della Rosa, con annesso convento domenicano, la chiesa di San Maurilio e la chiesa di San Lorenzo in Città.

## Storia

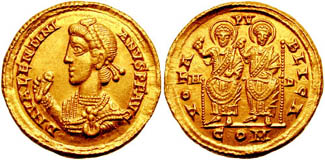
Solidus d'oro raffigurante l'imperatore Valentiniano II, che fu coniato alla zecca di Mediolanum nel 390

Il nome della contrada deriva dal tipo di coltivazioni un tempo diffuse nei campi della zona: le rose. Quelle della contrada erano infatti rinomate per la loro qualità, in particolar modo per il loro colore e il loro profumo. Altra ipotesi, ritenuta però leggendaria dagli studiosi, narra che la contrada abbia preso il nome dalla già citata chiesa di Santa Maria della Rosa: la leggenda racconta che l'epiteto della Rosa relativo all'edificio di culto sia legato a una rosa particolarmente bella trovata altrove e piantata nel giardino del monastero dal progettista del complesso edilizio, che fu forse il Bramante.
In questa contrada era presente parte del quartiere annonario del sestiere di Porta Vercellina. Il centro della contrada era piazza della Rosa, poi scomparsa con le demolizioni avvenute a cavallo tra il XIX e il XX secolo, la zona intorno alla Biblioteca Ambrosiana e l'area nei pressi della chiesa di Santa Maria della Rosa, che aveva annesso un convento di domenicani. 
Nella contrada era presente uno storico panificio che era chiamato prestino della Rosa e che era di proprietà del Banco di Sant'Ambrogio. In epoca romana nella contrada si trovava la zecca di Mediolanum. La presenza di questa struttura ha dato poi il nome a due strade, esistenti ancora oggi: via Moneta e via Zecca Vecchia.